# Ганима
Они спрашивают тебя о трофеях. Скажи: «Трофеи принадлежат Аллаху и Посланнику». Побойтесь же Аллаха и урегулируйте разногласия между собой. Повинуйтесь Аллаху и Его Посланнику, если вы являетесь верующими.
Гани́ма (араб. غنيمة‎) — добыча, трофеи, захваченные мусульманами в результате сражения с неверными. Ганима упоминается в Коране в начале суры Аль-Анфаль. В аятах 6 и 7 суры Аль-Хашр в значении военной добычи используется слово фай.

## История
Установления о разделе добычи возводятся к сражению при Бадре или на несколько лет позднее. В первые годы существования ислама четвёртая часть добычи доставались бойцам, непосредственно участвующим в сражении, а пятая часть принадлежала пророку Мухаммаду, его близким, нуждающимся и сиротам. После смерти пророка Мухаммеда эта часть переходила в собственность исламского государства и расходовалась для нужд государства. Праведные халифы Абу Бакр и Умар делили пятую часть трофеев на 3 части и раздавали их нуждающимся, сиротам и путникам.

## Виды трофеев
Трофеи делятся на два вида:
Первый вид, которые не перевозят, не хранят и не используют в основном кроме как на том же месте где их взяли, подобно питью и еде как например: вода, кефир, молоко, хлеб и фрукты. Все это употребляется в пищу и используют (на месте). К этому виду также относятся незначительные вещи подобно плети, посоху, сиваку и дешёвой ручке.
Второй вид, которые переносят и хранят, и это запретные трофеи, которые не дозволяются кроме как после их распределения.

## Раздел
Как и в доисламские времена ганима делится между участниками и вождём. Принципиальным отличием от подобных доисламских обычаев было увеличение доли участников сражения с 3/4 до 4/5 и уменьшение доли вождя (в данном случае пророка Мухаммада) до 1/5 (хумс). Разделу не подлежало оружие и убор убитого противника, добытые в бою, и хумс из этого не выделялся. Пророку Мухаммаду принадлежало дополнительное право выбора понравившейся вещи, однако правоведы отказывали в этом праве его преемникам. Ранние исламские богословы полагали, что все оставшееся после выделения хумса делилось по принципу: 1 доля пешему и 3 доли конному. Имам Абу Ханифа считал, что конному следует дать 2 доли (1 доля на себя и 1 — на коня). Право на добычу также имели части сражавшейся армии, которые не приняли непосредственного участия в сражении (резерв, охранение и т. п.). Если подкрепление подошло до окончания сражения, то оно также имело право на долю от добычи. Погибшие в бою воины доли не имели.
Аль-Маварди, аль-Газали, аль-Маргинани и др. считали, что до раздела наряду с хумсом должны быть выделены ан-фал (доля воинов, не принимавших участия в сражении) и радх («подарок», который делится между женщинами, детьми, рабами, присутствовавшими при сражении). Они также полагали, что раздел добычи, захваченной в дар аль-харб, должен происходить по возвращении в дар аль-ислам. Если раздел произошёл в дар аль-исламе, то доля убитых достается их наследникам. Добыча могла быть выплачена как натурой, так и деньгами. Обычно часть добычи тут же продавалась торговцам, постоянно сопровождавшим армию.
Теоретически кроме военнопленных (асра), пленных (сабй) и движимости (амвал) к ганиме относилась и недвижимость, однако после смерти пророка Мухаммада недвижимость не поступала в раздел. Исламские правоведы в статьях о разделе добычи не говорят об недвижимости.